# Hastichaur
Hastichaur (en népalais : हस्तीचौर) est un comité de développement villageois du Népal situé dans le district de Gulmi. Au recensement de 2011, il comptait 6 901 habitants.